# Hemerobius anomalus
Hemerobius anomalus är en insektsart som först beskrevs av Monserrat 1992.  Hemerobius anomalus ingår i släktet Hemerobius och familjen florsländor. Inga underarter finns listade i Catalogue of Life.